# رون وولف
رون وولف (بالإنجليزية: Ron Wolf)‏ هو مدرب كرة قدم أمريكي، ولد في 30 ديسمبر 1938 في نيو فريدوم في الولايات المتحدة.